# Bischdorf (Lübbenau/Spreewald)
Bischdorf, niedersorbisch Wótšowc, ist ein Ortsteil der Stadt Lübbenau/Spreewald im nördlichen Teil des südbrandenburgischen Landkreises Oberspreewald-Lausitz. Bis zur Eingemeindung nach Lübbenau am 26. Oktober 2003 war Bischdorf eine eigenständige Gemeinde. Am 31. Dezember 2022 hatte der Ort 209 Einwohner.

## Lage
Bischdorf liegt in der Niederlausitz am Südufer des Bischdorfer Sees, der eine Fläche von 255 Hektar hat. Dieser See entstand aus dem ehemaligen Tagebau Seese-Ost. Bischdorf liegt östlich des Naturparks Niederlausitzer Landrücken und südlich des Spreewalds.
Bischdorf ist der südlichste Ortsteil der Stadt Lübbenau/Spreewald. Nördlich grenzt die Gemarkung von Bischdorf an die Gemarkungen von Groß Lübbenau und Kittlitz, im Nordosten Raddusch. Im Osten befindet sich der Ortsteil der Stadt Vetschau/Spreewald Koßwig. Im Süden grenzt Bischdorf an Kalkwitz und Mlode, Mlode und Saßleben sind Ortsteile der Stadt Calau sowie die Stadtgemarkung von Calau selber. Im Südwesten folgt die Bergbaufolgelandschaft Seese-West, die heute zur Gemarkung des Calauer Ortsteil Zinnitz. Im Nordwesten befindet sich wiederum der Lübbenauer Ortsteil Kittlitz.
Historische Nachbarorte waren Seese im Westen, und Vorberg und Kückebusch im Nordwesten. Beide Dörfer wurden in den 1960er-Jahren für den Tagebau Seese-West devastiert.
Durch den Ort führt die L 65, von der im Ort eine kleine Straße zum Wohnplatz Dubrau abzweigt, der aber bereits zum Ortsteil Koßwig der Stadt Vetschau/Spreewald gehört. Am Ort vorbei führt die Bahnstrecke Lübbenau–Kamenz.
Der Ort war namengebend für den Bischdorfer See, einem künstlichen See im Restloch des Tagebaus Seese-Ost, von dessen Fläche aber nur das nördliche Drittel zur Gemarkung Bischdorf gehört, die restlichen zwei Drittel zur Gemarkung Koßwig. In der Bergbaufolgelandschaft Seese-West befinden sich weitere Seen in Restlöcher des Tagebaus, für die noch keine Namen vergeben sind. Der größere Teil dieser Landschaft gehört nun zum Naturschutzgebiet Seeser Bergbaufolgelandschaft.

## Geschichte
Bischdorf entstand um 1200 im Rahmen der deutschen Ostsiedlung. Die erste urkundliche Erwähnung des Angerdorfs war im Jahr 1415 als Bischofdorff. Der deutsche Ortsname bezeichnet einen Ort der vom Bischof (von Meißen?) angelegt wurde, oder sich im bischöflichen Besitz befand. Krausch denkt auch an eine mögliche Übertragung des Namens, etwa von Bischdorf bei Merseburg. Der niedersorbische Name leitet sich von Wort Wotšowc ab, was eine kleine Insel bezeichnet. Der deutsche Name wurde später 1495 als Bißdorf und 1509 als Bischdorf genannt, der niedersorbische im Jahr 1761 als Wotschowze.

### Vor- und Frühgeschichte

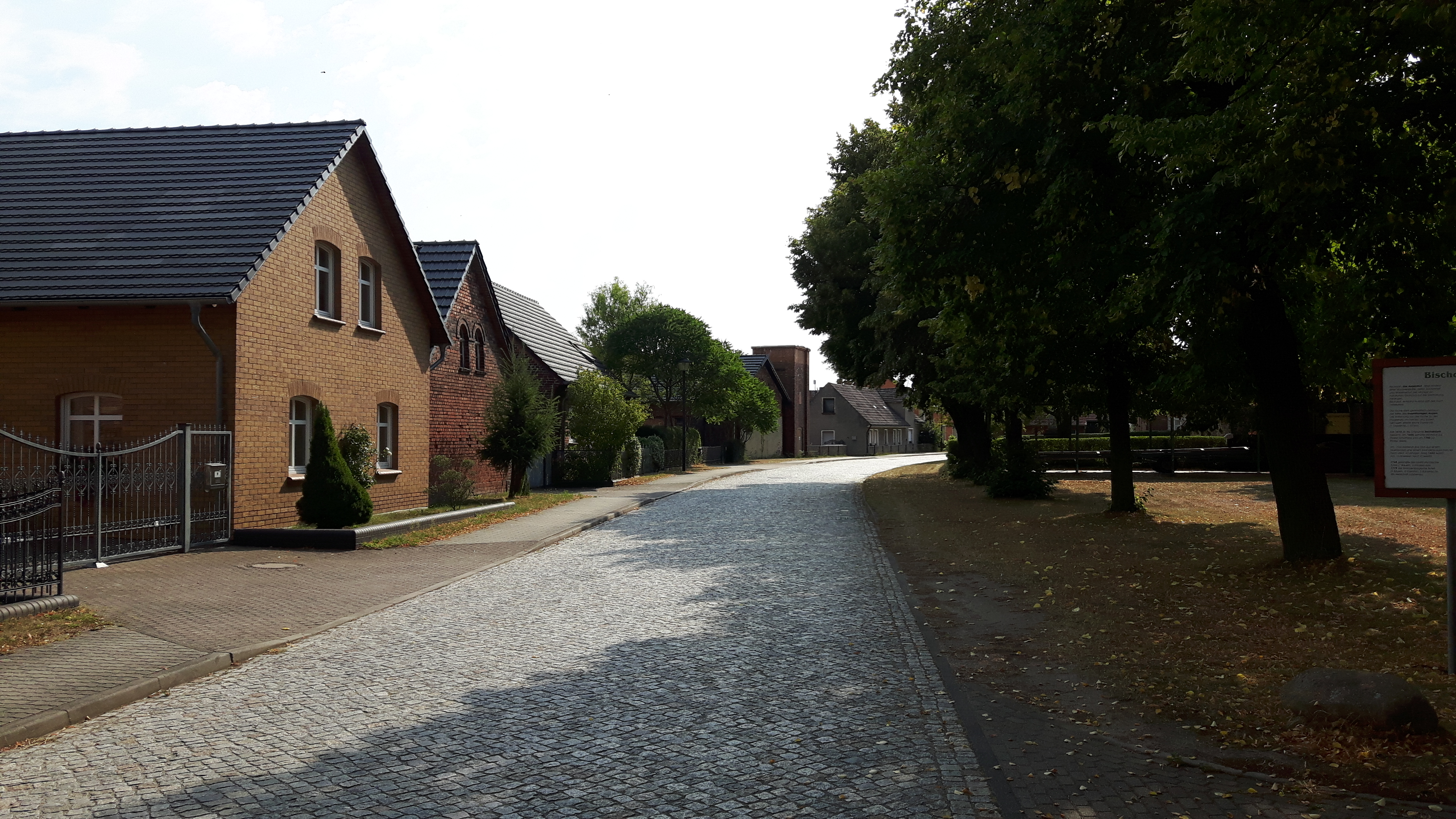
Die Bischdorfer Hauptstraße auf der nördlichen Seite des Dorfangers

Die älteste Besiedlung Bischdorfs kann durch mehrere Einzelfunde mittelsteinzeitlicher Feuersteingeräte innerhalb der Bischdorfer Gemarkung nachgewiesen werden.

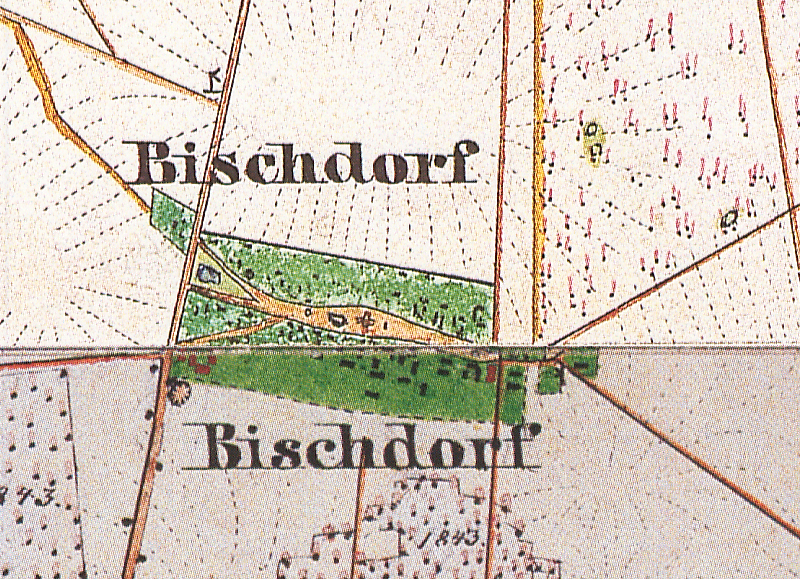
Bischdorf, Ausschnitte aus den Urmesstischblätter 4149 Lübbenau/Spreewald von 1846 und 4249 Calau von 1846 kombiniert

### Mittelalterliche Geschichte
Bischdorf entstand in seiner heutigen Form als mittelalterliche Plansiedlung. Davon zeugen die ganzzahligen damals verwendeten Gewendelängen der Ortsflur, die Tatsache, dass sich die Dorfkirche genau in der Mittel des Angers befindet und in Nord-Süd-Richtung denselben Abstand zu den Gemarkungsgrenzen von 6 Gewenden hat. Das Dorf war ursprünglich in zwei Anteile aufgeteilt, von denen ein Anteil zum Calauischen Kreis der Markgrafschaft Niederlausitz und ein Anteil zur Mark Brandenburg gehörte. Das annähernd Ost-West-ausgerichtete Angerdorf wurde entlang der Längserstreckung des Angers geteilt; der nördliche Teil war der brandenburgische Anteil, die Häuser des südlichen Teils gehörten zum böhmisch-sächsischen Anteil.

### Der markbrandenburgische Anteil
Der markbrandenburgische Anteil von Bischdorf gehörte um/vor 1500 den von Tschertitz. Bis 1517 war der markbrandenburgische Anteil von Bischdorf in den Besitz der von der Schulenburg gekommen. Vermutlich war schon Werner XI. von der Schulenburg, der 1503 die Herrschaft Lübbenau gekauft hatte, im Besitz dieses Anteils. Er starb 1515. 1527 erhielten Jacob (1519–1541 oder 1559) und Reichart von der Schulenburg (1500–1536), die Söhne des Werner, gemeinsam die Bestätigung ihrer niederlausitzischen Lehen. Jacob I. von der Schulenburg übernahm später die Herrschaft Lübbenau, Richard (Reichard) II. von der Schulenburg erhielt die Herrschaft Lieberose. Nach dem Tod seines Bruders wurde Jacob von der Schulenburg 1536 allein mit dem markbrandenburgischen Anteil von Bischdorf und der belehnt. Wann Jacob gestorben ist, ist unter den Genealogen umstritten. Für das erstere Datum (1541) spricht, dass sein Sohn Georg am 12. April 1543 mit der Herrschaft Lübbenau und dem markbrandenburgischen Anteil von Bischdorf belehnt wurde. Georg von der Schulenburg war mit Elisabeth von Pflug verheiratet. Ihr sicherte er ein Leibgedinge auf Schloss und Gut Neu Zauche zu. Georg von der Schulenburg starb 1560 ohne Leibeserben in Meißen. Die Herrschaft Lübbenau, das Gut Neu Zauche und der markbrandenburgische Anteil von Bischdorf fielen an den Sohn seines Bruders Reichardt, Joachim II. der Reiche. Er besaß auch die Herrschaft Lieberose und konnte 1578 auch noch die Herrschaft Straupitz erwerben. 1569 hat er das benachbarte, ebenfalls markbrandenburgische Groß Lübbenau gekauft. Beide Orte blieben nun miteinander verbunden, wurden aber nicht in die Herrschaft Lübbenau eingegliedert. Am 19. September 1594 ist Joachim II. von der Schulenburg gestorben. Er erhielt in der Kirche von Lieberose ein aufwändig gestaltetes Epitaph. Er wurde von seinem Sohn Reichard III. von der Schulenburg beerbt, der nach Danneil am 25. November 1600 gestorben ist. Nach Houwald starb er aber schon 1597. Ihm folgte dessen Sohn Joachim VII. (1574–1619) nach. 1621 musste die Herrschaft Lübbenau verkauft werden. Joachim VII. geriet aufgrund des Dreißigjährigen Krieges in Konkurs und musste 1644 den markbrandenburgischen Anteil von Bischdorf und Groß Lübbenau den Kreditoren überlassen, die die beiden Lehnstücke an Oberst Ulrich von Wolfersdorf verkauften. Der markbrandenburgische Anteil von Bischdorf bestand aus 8 Gärtnerstellen, die sämtlich unbesetzt waren. 1666 erhielten die Söhne von Ulrich von Wolfersdorf, Johann Ulrich und Ulrich Gottfried den Lehnbrief über Groß Lübbenau und Anteil Bischdorf. 1693 verkauft Ulrich Gottfriede Groß Lübbenau und Anteil Bischdorf an Ludwig Gerhard Freiherr von Hoym, der die beiden Lehnstücke bald darauf anHans Julius von Biesenroth weiter veräußerte. Nach dem Tod Ludwig Gerhard Freiherr von Hoym wurde 1703 dessen Enkel Hans August von Biesenroth mit Groß Lübbenau und Anteil Bischdorf belehnt. Einen neuen Lehnbrief erhielt der nun Fürstlich Sachsen-Weißenfelsische Hofrat Johann August von Biesenroth 1713 vom neuen Kurfürsten und König in Preußen Friedrich Wilhelm I. Da im Lehenbrief niemand in die Gesamte Hand aufgenommen und aus privaten Mitteln gekauft wurde, verfügte König Friedrich I. 1706, dass die Allodialerben vom künftigen Leheninhaber 24.000 Taler ausbezahlt bekommen, und bis zur vollständigen Bezahlung der 24.000 Taler ein Zurückhaltungsrecht haben sollten.
1714 ging Johann August von Biesenroth in Konkurs und das Gut wurde versteigert. Carl Wilhelm von Bredow, vertreten durch seinen Vater Sigismund von Bredow erwarb nun Groß Lübbenau und Anteil Bischdorf für 19.550 Reichstaler für 20 Jahre auf Wiederkauf. 1718 wurde der Kauf in einen Erbkauf gewandelt. Carl Wilhelm von Bredow stieg in der preußischen Armee bis zum Generalmajor auf. Er nahm seine Brüder Caspar Ludwig (1686–1773) und Friedrich Sigismund (1683–1759) in die Gesamte Hand auf. 1761 ließ er in seinem Testament festschreiben, dass das Lehen Groß Lübbenau und Anteil Bischdorf zunächst an seinen Bruder Caspar Ludwig und wenn dieser vorher versterben sollte an seinen Neffen Karl Friedrich Ludwig von Bredow fallen sollte. Die Witwe Elisabeth Wilhelmine von Pannwitz sollte ein lebenslanges Wohnrecht in dem von ihm in Groß Lübbenau erbauten Wohnhaus haben. Sie sollte auch die 24.000 Taler erben, die ihr als Allodialerbin zustanden. Sollte sie die genannten Lehnsfolger aber überleben, sollte sie das volle Verfügungsrecht über die genannten Güter haben. Der vierte Bruder Gottfried Casimir war taubstumm, blind und geistig behindert und musste ebenfalls versorgt werden. Carl Wilhelm von Bredow starb am † 25. September 1761 in Cottbus. Von den im Testament genannten Lehnfolger starb sein Neffe Karl Friedrich Ludwig bereits 1771 in der Garnison in Sandau. Sein Bruder Caspar Ludwig, der Vater des Karl Friedrich Ludwig starb zwei Jahre später, sodass nun die Witwe frei über die zwei Lehngüter verfügen konnte. 1774 verkaufte Elisabeth Wilhelmine von Bredow geb. von Pannwitz Groß Lübbenau und Anteil Bischdorf an Carl Wilhelm von Bredow für 24.000 Taler mit Übernahme von 13.382 Talern Schulden und rückständigen Zinsen. Die Verkäuferin erhielt freie Wohnung und Kost im Gutshaus in Groß Lübbenau. Ihr wurde die große Wäsche gewaschen, den Lohn für eine Kammerjungfer bezahlt und wenn nötig, eine Kutsche mit Kutscher zur Verfügung gestellt. Anscheinend blieben die 24.000 Taler aber im Gut stehen. Davon erhielt sie 650 Taler zur freien Verfügung.
1779 verkauften Carl Wilhelm von Pannwitz und Elisabeth Wilhelmine von Bredow geb. von Pannwitz Groß Lübbenau und Anteil Bischdorf für 38.500 Taler, bei 20.500 Talern Anzahlung und 250 Taler Schlüsselgeld, an den Königlich Dänisch-Norwegischen Geheimen Etats- und Konferenzminister Rochus Friedrich Graf zu Lynar, dem Besitzer der Herrschaft Lübbenau und des Gutes Seese mit dem böhmisch-sächsischen Anteil Bischdorf. Damit war Bischdorf wieder in einer Hand vereinigt.

### Der böhmisch-niederlausitzische Anteil bzw. sächsisch-niederlausitzische Anteil
1527 war Bischdorf mit dem Rittersitz Seese verbunden, der dem Caspar von Köckritz gehörte. Zu den Gütern des Caspar von Köckritz auf Seese gehörten außerdem Stradow, Hänchen (devastiert), Buckow, Eisdorf, Klein Klessow, Kittlitz, Lug (Lugk), Lipten, Saadow, Dubrau und weitere Lehnstücke, Rechte und Zinsen.
Um 1540 wollte der damalige Markgraf Joachim II. von Brandenburg den böhmischen Anteil von Bischdorf kaufen, ihm gehörte ja schon der andere Anteil von Bischdorf, überließ ihn dann aber dem Hauptmann von Zossen, Eustachius von Schlieben, der am 27. August 1541 damit belehnt wurde. Eine weitere Belehnung mit Anteil Bischdorf erhielt er am 10. Januar 1543. Nach dem Tod des Eustachius von Schlieben erbte dessen Sohn Hans den böhmischen Anteil, den er 1576 u. a. Gütern seiner Frau Sabine Elisabeth von Blankenburg als Leibgedinge verschrieb. 1601 war Hans von Schlieben schon verstorben und der damalige Landvogt der Niederlausitz stellte den Söhnen des Hans von Schlieben einen Gesamtlehenbrief über die Güter ihres Vaters aus. In der brüderlichen Teilung erhielt Eitel Hans von Schlieben den böhmischen Anteil von Bischdorf zusammen mit Seese und Stradow. Er wurde am 20. Juni 1606 damit belehnt. Er war mit Barbara Sofie von Bredow verheiratet, mit der er den Sohn Erdmann hatte, und der Seese, Stradow und Anteil Bischdorf erbte. 1637 musste er Seese und Anteil Bischdorf an seinen Onkel Eustachius von Schlieben verkaufen. Eustachius war mit Hippolyta von Bredow verheiratet. Der einzige gemeinsame Sohn Christian Friedrich Friedrich von Schlieben erbte seinen Besitz. Allerdings musste er Seese und Anteil Bischdorf 1650 an den Oberstleutnant und Obersteuereinnehmer der Niederlausitz Hans Zacharias von Klitzing verkaufen. 1635 war die Niederlausitz ohne die markbrandenburgischen Besitzungen in der Niederlausitz als Lehen der böhmischen Krone an das Kurfürstentum Sachsen gefallen.
Hans Zacharias von Klitzing erhielt am 9. Januar 1651 den Lehnbrief über Seese und Anteil Bischdorf. Er war mit Christina von Maltitz verheiratet. Das Paar hatte die drei Söhne Bertram, Caspar Erdmann und Ernst Christian, die sich das Erbe des am 3. Dezember 1677 verstorbenen Hans Zacharias von Klitzing teilten. Bertram übernahm Lipten, Seese und Anteil Bischdorf fielen an Caspar Erdmann von Klitzing. Ernst Christian erhielt Batho.
Caspar Erdmann von Klitzing war mit Hedwig Eleonore von Rohr verheiratet, mit der er die Söhne Carl Friedrich (* 1687) und Caspar Ernst (* 1698) hatte. Caspar Erdmann verstarb früh am 18. Januar 1710. Die Witwe ging noch eine zweite Ehe mit Friedrich Wilhelm von Stutterheim ein.
Carl Friedrich von Klitzing erbte Seese und Anteil Bischdorf. Später kaufte er noch Mlode hinzu. Für diese Güter leistete er am 21. März 1749 den Lehnseid. Carl Friedrich hatte keine Leibeserben, sodass nach seinem Tod Seese, Mlode und Anteil Bischdorf auf die Nachkommen des Ernst Christian von Klitzing auf Batho fielen. Dessen Sohn war Karl Erdmann, der die Söhne Carl Friedrich Gottlob und August Christian Siegmund hatte, die nun die drei Lehen übernahmen.
Seese, Mlode und Anteil Bischdorf kam schließlich an Carl Friedrich Gottlob von Klitzing, der die drei Lehen 1768 an Rochus Friedrich Graf zu Lynar auf Lübbenau verkaufte. Dieser kaufte am 21. Juni 1779 auch noch den brandenburgischen Anteil von Bischdorf und Groß Lübbenau von Carl Wilhelm von Pannwitz für 38.500 Taler und 250 Taler Schlüsselgeld. Damit war Bischdorf in einer Hand vereinigt.

### Bischdorf als Bestandteil der Herrschaft Lübbenau
Rochus Friedrich Graf zu Lynar war eine schillernde Persönlichkeit. Er war seit 22. Mai 1735 mit Sophie Marie Helene (* 30. November 1712; † 18. Februar 1781), Tochter des Grafen Heinrich XXIV. Reuß zu Köstritz verheiratet. Rochus Friedrich schloss nun Groß Lübbenau und Bischdorf an die Herrschaft Lübbenau an. Erbe der Herrschaft Lübbenau war der Sohn Christian Ernst (* 6. Februar 1742; † 28. April 1784). Der jüngere Sohn Moritz Ludwig Ernst (1754–1807) war in königlich-dänischen Kriegsdiensten und kaufte 1793 die Herrschaft Drehna. Er wurde 1806 in den Fürstenstand erhoben. Christian Ernst Graf zu Lynar auf Lübbenau heiratete 1771 Auguste Charlotte Luise Gräfin von Pückler Freiin von Groditz (* 1750) und hatte mit ihr fünf Kinder. Er war Johanniterritter und ist schon 1784 gestorben.
Ihm folgte sein Sohn Rochus August Graf zu Lynar (1773–1800) nach. Er war mit August Charlotte von Schönberg (* 18. Mai 1777 in Hermsdorf bei Dresden; † 26. April 1863 in Plauen bei Dresden) verheiratet. 1797 erwarb Rochus August noch Dubrau und Göritz (bei Vetschau/Spreewald) zur Herrschaft Lübbenau hinzu. Doch auch Rochus August starb relativ früh 1800. Die Witwe heiratete in 2. Ehe den hannoveranischen Staats- und Kriegsminister General Ferdinand Ludolf Graf von Kielmannsegg (* 14. Februar 1777 in Ratzeburg; † 19. August 1856 in Hannover), von dem sie aber 1813 wieder geschieden wurde. Sie lebte von 1809 bis 1814 in Paris. 1814 kehrte sie nach Lübbenau zurück. Ihr Sohn Hermann Rochus (1797–1878) war in Lübbenau geblieben und wurde neuer Majoratsherr auf Lübbenau. Er war mit Mathilde Gräfin von Voß (1803–1838) verheiratet. Im Zuge der Separation und der Ablösung der grundherrlichen Abgaben gelangte die Herrschaft Lübbenau auch zu Grundbesitz auf der Gemarkung Bischdorf, die 1850 im lausitzisch-sächsischen Anteil 556 Morgen 136 Quadratruten betrugen, davon 546 Morgen 70 Quadratruten Wald und 10 Morgen 66 Quadratruten ertragloses Land und Wasser. Im brandenburgischen Anteil hatte die Herrschaft Lübbenau 338 Morgen 88 Quadraten Land bekommen, davon 323 Morgen 10 Quadratruten Wald und 15 Morgen 78 Quadratruten ertragloses Land und Wasser.
Auf ihn folgte sein Sohn Hermann Maximilian (* 24. April 1825 in Berlin; † 19. August 1914 in Lübbenau), verheiratet mit Bertha Agnes Luise Gräfin zu Solms-Baruth. Auf ihn folgte Rochus Friedrich (1857–1928), der mit Elma Gräfin von Klinckowstroem verheiratet war. Letzter Inhaber der Herrschaft Lübbenau war deren Sohn Wilhelm Graf zu Lynar, verheiratet mit Ilse Gräfin Behr Negendank. Er nahm 1944 an den Vorbereitungen zum Attentat auf Hitler teil und wurde im Herbst 1944 hingerichtet. Die Familie zu Lynar wurde noch von den Nationalsozialisten enteignet.

### Dorfgeschichte
Im Dreißigjährigen Krieg wurde Bischdorf völlig verwüstet. Die acht zum brandenburgischen Anteil von Bischdorf gehörigen Gärtnerstellen waren alle wüst. 1652 waren drei Kossätenstellen wieder besetzt, eine Kossätenstelle teilten sich aber zwei Büdner, die fünf anderen Gärtner- oder Kossätenstellen waren immer noch wüst. Für 1705 ist in der brandenburgischen Hälfte des Ortes erstmals eine Gastwirtschaft erwähnt. Ein Kossätengut hatte man in ein Vorwerk umgewandelt, es wurde aber zu diesem Zeitpunkt nicht bewirtschaftet. 1708 waren die Stellen auf dem böhmisch-sächsischen Anteil mit sieben Bauern und drei Büdnern wieder besetzt. 1718/19 gehörten zum brandenburgischen Anteil sieben Gärtner, zwei Büdner und ein Hausmann, von denen jeder eine Sechstel Hufe Acker hatte. Die Ackerfläche des Dorfes war in zwei große Felder unterteilt, die jährlich besät wurden. 1723 gehörten zum böhmisch-sächsischen Anteil acht Kossäten und drei Büdner. 1763 war der brandenburgische Anteil auf drei Bauern, zehn Kossäten und einen Büdner angewachsen. 1783 hatte der brandenburgische Anteil 17 Feuerstellen und 83 Einwohner. 1800 gehörten zum lausitzisch-sächsischen Anteil sieben Bauern und drei Häusler. Dieser Anteil hatte 1950 Gulden Schatzung, zum brandenburgischen Anteil fünf Bauern, acht Kossäten und zwei Büdner. 1809 gehörten zum böhmisch-sächsischen Anteil elf Ganzkossäten und vier Häusler oder Büdner, zum brandenburgischen Teil zählten fünf Ganzbauern, acht Kossäten und zwei Büdner. 1818 wurden in Bischdorf 34 Feuerstellen (Wohnhäuser) gezählt; der Ort hatte 193 Einwohner. 1837 wohnten in den 34 Häusern schon 215 Einwohner. 1840 wurden 36 Wohnhäuser und 246 Einwohner gezählt. 1845/46 wurden die feudalrechtlichen Verpflichtungen abgelöst.
Riehl & Scheu erwähnen für 1861 eine Schule, 42 Häuser und 257 Einwohner. 1864 wurden dann schon 43 Häuser registriert mit 310 Einwohnern. 1871 hatte Bischdorf 43 Wohngebäude und 295 Einwohner.
Im Jahr 1870 wurde mit dem Bau der Bahnstrecke Lübbenau–Senftenberg begonnen, am 1. Mai 1874 wurde in Bischdorf ein Güterbahnhof eröffnet. Seit dem 1. September 1907 wurde an dem Bahnhof auch mit der Personenbeförderung begonnen.
Bis 1932 hatte Bischdorf einen Dorfschulzen, ab 1933 gab es erstmals einen Bürgermeister.
Mit der Kollektivierung der Landwirtschaft in der damaligen DDR bildeten sich zunächst eine LPG Typ I und eine LPG Typ III, die später zur LPG „Clara Zetkin“ zusammengefasst wurden. Sie ging später in der LPG Pflanzenproduktion Groß Beuchow auf. Zwischen 1960 und 1996 wurde in dem nördlich von Bischdorf gelegenen Tagebau Seese-Ost Braunkohle abgebaut. Im Jahr 1984 war Bischdorf durch die Tagebauaktivität selbst betroffen. Es kam zu einem Teilortsabbruch durch den Tagebau Seese-Ost, aufgrund dessen mussten 49 Personen umgesiedelt werden. Der westliche Teil der Gemarkung wurde vom Tagebau erfasst. Seit Juli 2000 wird das Restloch zum Bischdorfer See geflutet.
In den 1990er-Jahren wurde der Dorfanger und der Dorfteich neu gestaltet und die Straßen im Ort neu gepflastert sowie das Schulhaus als Vereinshaus ausgebaut. Fußwege wurden angelegt und die Straßenbeleuchtung wurde neu installiert.

### Bevölkerungsentwicklung
| Jahr      | 1783 | 1818 | 1846 | 1864 | 1875 | 1890 | 1900 | 1910 | 1925 | 1939 | 1946 | 1950 | 1964 | 1971 | 1981 | 1991 | 2002 |
| Einwohner | 83*  | 193  | 229  | 310  | 282  | 307  | 310  | 376  | 366  | 331  | 488  | 471  | 325  | 425  | 377  | 235  | 217  |

## Kommunale Geschichte
Bischdorf liegt in der Niederlausitz und war in einen markbrandenburgischen und böhmisch-sächsischen Anteil geteilt. Der böhmisch-sächsische Anteil wurde dem Calauischen Kreis der sächsischen Niederlausitz zugewiesen. Der markbrandenburgische Anteil wurde dagegen dem Cottbusischen Kreis oder auch der Herrschaft Storkow zugeordnet.
Im Frieden von Tilsit von 1806 musste Preußen den Cottbusischen Kreis und die preußischen Exklaven in der Niederlausitz an das Königreich Sachsen abtreten. Im Ergebnis des Wiener Kongresses kam Bischdorf 1815 mit der gesamten Niederlausitz an das Königreich Preußen und gehörte nun zum preußischen Kreis Calau.
Bei der Schaffung der Amtsbezirke 1874 in der Provinz Brandenburg wurde Bischdorf dem Amtsbezirk 3 Lübbenau II des Kreises Calau zugewiesen. Amtsvorsteher war Bürgermeister Klepsch von Lübbenau; sein Stellvertreter der Beigeordnete Winzler von Lübbenau.
Mit der brandenburgischen Kreisreform von 1950 schied Bischdorf mit weiteren Gemeinden aus dem Landkreis Calau aus und wurde dem stark vergrößerten Landkreis Lübben (Spreewald) angegliedert. Mit der umfassenden Kreisreform von 1952 kam Bischdorf zum wieder neu gegründeten, gegenüber dem alten Kreis Calau aber stark verkleinerten Kreis Calau im Bezirk Cottbus. Am 1. Januar 1969 wurde der Ort Seese mit dessen Ortsteil Mlode nach Bischdorf eingemeindet. Mlode war bereits 1926 nach Seese eingemeindet worden. Seese wurde nach 1969 devastiert und durch den Tagebau Seese-West abgebaggert. Mlode wurde am 1. Juni 1987 mit seiner Ortslage Rochusthal aus Bischdorf ausgegliedert und eine eigenständige Gemeinde. Die Flur des devastierten Ortes Kahnsdorf wurde am 1. Januar 1987 eingegliedert.
Im Zuge der Ämterbildung 1992 im Land Brandenburg schloss sich Bischdorf mit neun anderen kleinen Gemeinden und der Stadt Lübbenau zum Amt Lübbenau zusammen, das 1998 in Amt Lübbenau/Spreewald umbenannt wurde. Mit der Kreisreform von 1993 im Land Brandenburg kam Bischdorf zum neugebildeten Landkreis Oberspreewald-Lausitz.
Am 26. Oktober 2003 wurden Bischdorf und die Orte Boblitz, Groß Beuchow, Groß Lübbenau, Groß Klessow, Hindenberg, Kittlitz, Klein Radden, Leipe sowie Ragow in die Stadt Lübbenau/Spreewald als Ortsteile eingegliedert und das Amt Lübbenau/Spreewald aufgelöst.

## Kirchliche Geschichte
Bischdorf war im 16. Jahrhundert Tochterkirche von Schönfeld. 1718 und 1820 war es eingepfarrt nach Seese. 1864 war es Mutterkirche mit Tochterkirche Kalkwitz. Die evangelische Kirchengemeinde Bischdorf gehört zum Pfarrsprengel Kalkwitz im Evangelischen Kirchenkreis Niederlausitz.

## Das Verschwinden der sorbischen Sprache in Bischdorf
Bischdorf war früher sorbischsprachig. Allerdings waren um 1850 von 245 Einwohnern nur noch 13 Personen sorbischsprachig. Danach sank diese Zahl stark, Arnošt Muka zählte für seine Statistik über die Sorben in der Lausitz im Jahr 1884 nur noch drei sorbischsprachige Einwohner. Nach dem Historischen Ortslexikon war die sorbische Sprache schon 1867 aus Bischdorf verschwunden.

## Denkmale und Sehenswürdigkeiten
Die Denkmalliste des Landes Brandenburg für den Landkreis Oberspreewald-Lausitz verzeichnet drei Bodendenkmale und ein Baudenkmal.

### Bodendenkmale
- Nr. 80044 Fluren 1 und 2: neuzeitlicher Friedhof und Kirche, der Dorfkern, Kirche und Friedhofsbereich aus dem deutschen Mittelalter und Neuzeit
- Nr. 80064 Flur 1: eine Siedlung der Eisenzeit, eine Siedlung der Bronzezeit
- Nr. 80065 Fluren 1 und 2: eine Siedlung der Eisenzeit, eine Siedlung der Bronzezeit, eine Siedlung der römischen Kaiserzeit
- Nr. 80066 Flur 2: eine Siedlung der Urgeschichte

### Baudenkmal
Einziges eingetragenes Baudenkmal mit der Nummer 09120032 ist die Dorfkirche Bischdorf. Die Feldsteinkirche stammt aus dem 14. Jahrhundert. Der neogotische Backsteinturm wurde im Jahr 1895 erbaut. Neben der Kirche steht ein Kriegerdenkmal für die Gefallenen und Opfer der Weltkriege.

## Kulturelle Veranstaltungen
Jedes Jahr findet in Bischdorf das Bischdorfer Teichrennen statt, bei dem unter anderem auf einem kleinen Steg ein Teil des Sees per Rad überquert werden muss. Daneben findet noch jährlich das Sport- und Dorffest statt.

## Wirtschaft und Infrastruktur
Bischdorf liegt an der Bahnstrecke Lübbenau–Kamenz, Personenzüge halten jedoch nicht mehr. Nördlich des Ortes verläuft die Bundesautobahn 15 an die Bischdorf über die Anschlussstelle Boblitz angebunden ist, westlich die Bundesautobahn 13. Durch die Sanierung des Bergbaugeländes um Bischdorf und unter Schutzstellung (Naturschutzgebiet Seeser Bergbaufolgelandschaft), der Flutung des Restloches des Tagebaus Seese-Ost bzw. Entstehung und Renaturierung des „Bischdorfer Sees“ nahm auch der Tourismus einen kleinen Aufschwung.

## Anmerkung
1. ↑  Die Zählung der von der Schulenburg folgt hier der genealogischen Arbeit von Danneil und nicht der von Houwald.